# Hermòlic
Hermòlic (Hermolycus Ἑρμόλυκος) fou un atleta i militar atenenc, fill d'Èutim, que es va distingir al pancràtion. Va guanyar la  ἀριστεῖα a la batalla de Mícale (479 aC) i va morir a la guerra entre Atenes i Carist el 468 aC. Pausànies diu que tenia una estàtua dedicada a l'Acròpoli d'Atenes.